# Casa dels Entremesos

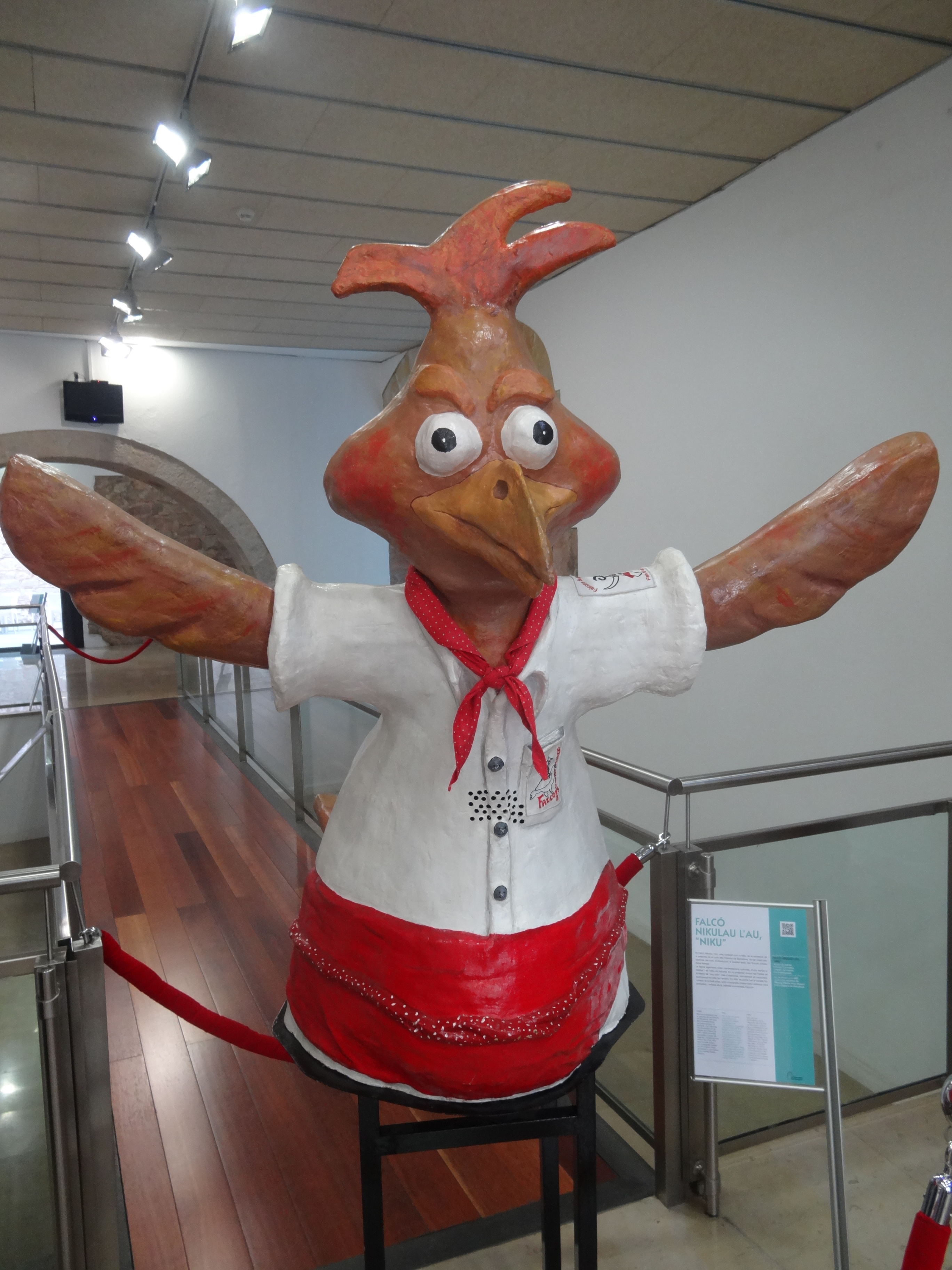
Falcó Nikulau l'au

La Casa dels Entremesos és un centre cultural situat al núm. 2 del carrer de les Beates i al núm. 5 de la plaça del mateix nom del barri de Santa Caterina de Barcelona. Va obrir les portes l'any 2009, gestionada per la Federació d’Entitats de Cultura Popular i Tradicional de Barcelona Vella.

## Activitats
En pocs anys ha esdevingut un actiu centre de difusió de la cultura popular de Barcelona i de Catalunya. Gestionat per la Coordinadora de Colles de Gegants i Bestiari de Ciutat Vella de Barcelona, produeix i coprodueix festes, actes tradicionals, trobades, aplecs i mostres per arreu de la ciutat i del país, i també exposicions, xerrades, debats, tallers, presentacions de llibres i de música, visites especialitzades… que tenen lloc a la mateixa seu, la qual també alberga una exposició permanent d'imatgeria festiva barcelonina, d'una cinquantena de figures com gegants, capgrossos i altres peces de bestiari. El seu director actual és Xavier Cordomí i Fernàndez.
La Casa dels Entremesos programa diverses activitats periodiques relacionades amb la cultura popular:
- Temporada estable de titelles tradicionals Catalans.
- Ludoteca.
- Tallers de cultura popular.
- Visites teatralitzades.
- Xerrades dels dijous.

A més de la programació de la Federació, les entitats associades també hi programen les seves activitats:
- Associació d'Amics dels Gegants del Pi.

- Associació Festes de la Plaça Nova - Comissió de Festes de Sant Roc de la Plaça Nova.[3]
- Associació d'Amics dels Gegants Ramon i Lola del Raval.
- Associació de Geganters, Grallers i Bestiari de la Barceloneta.
- Esbart Català de Dansaires.
- Associació Colla Gegantera del Casc Antic.
- Associació Colla de Gegants de la Parròquia de Sant Pere de les Puel·les.
- Grup Sardanista Xaloc i Enxaneta: Colla Sardanista Mare Nostrum.
- Grup Sardanista Iris: Aula de Sardanes.
- Associació dels Falcons de Barcelona.
- Associació de Trabucaires d'en Perot Rocaguinarda.
- Associació Colla Gegantera dels Gegants de Sant Jaume de Barcelona.
- Associació de Pessebristes de Ciutat Vella - Escola taller de Pessebres de Barcelona.
- Associació Moixiganga de Barcelona.
- Coral Sant Jordi

Aquestes associacions representen àmbits de la cultura popular tan diversos com els gegants, els nans i els capgrossos, el bestiari festiu —de protocol, de foc i d'animació—, els diables i els malabars del foc, la pirotècnia, la dansa tradicional, els bastoners, les sardanes, els falcons, els trabucaires, la música —grallers, tabalers i música tradicional—, el pessebrisme, els jocs tradicionals i populars i les comissions de festes dels barris.

## Història
Segles enrere, a les festes cortesanes, hi participaven grups de malabars, joglars i actors, alguns amb elements figurats com ara bèsties i éssers fantàstics, que actuaven abans, durant i després dels àpats: eren els entremesos. Amb la proclamació de la festivitat del Corpus Christi, a l'inici del segle xiv, i de la seva processó a Barcelona el 1320, ràpidament es va estendre el costum de fer petites representacions itinerants d'episodis bíblics i també apologètics de les vides de sants. Aquestes representacions reberen el nom d'entremesos. Algun entremès comptava amb elements d'attrezzo que figuraven personatges i bèsties difícilment representables per éssers vius. Des de la fi del segle xiv es va fer habitual la seva utilització en els seguicis de rebuda de l'entrada de personalitats de la reialesa a la ciutat. Amb el temps, les figures (gegants, bestiari…) i els balls (diables, bastons…), integrants de les representacions, prengueren personalitat pròpia i se n'independitzaren, però van continuar sent coneguts com els entremesos. Per fer-se càrrec de la conservació i manteniment de les figures i dels balls, el Consell de la Ciutat (Ajuntament) va instituir, l'any 1439, la Casa dels Entremesos.
El 1983, amb motiu de la recuperació de les festes de Santa Eulàlia, es va crear la Coordinadora de Colles de Gegants i Bestiari de Ciutat Vella, posteriorment transformada en l'actual federació. En els anys següents, la Coordinadora va impulsar la recuperació la imatgeria festiva barcelonina, sorgint la necessitat de comptar amb un local per dur a terme les seves activitats i guardar les figures i bèsties, a manera de l'antiga Casa dels Entremesos.
Després de rebutjar el trasllat a l'antiga Seca, el 2007, la Coordinadora i l'Ajuntament de Barcelona van acordar la cessió d'un casalot del segle xviii annex al Palau Mercaders, ubicat a la plaça de les Beates, recuperant per a aquest espai la denominació històrica de Casa dels Entremesos. Finalitzada la remodelació integral de l'edifici, amb una inversió de 2,5 milions d'euros, la nova Casa dels Entremesos va ser inaugurada per l'alcalde Jordi Hereu el 20 de setembre del 2009, en el marc de les Festes de la Mercè.